# Mazurnia
Mazurnia – część wsi Koleczkowo w Polsce, położona w województwie pomorskim, w powiecie wejherowskim, w gminie Szemud, na obrzeżach Trójmiejskiego Parku Krajobrazowego. Wchodzi w skład sołectwa Koleczkowo. Przez Mazurnię przebiega droga wojewódzka nr 218.
W latach 1975–1998 Mazurnia administracyjnie należała do województwa gdańskiego.